# Challengers (film)
Challengers è un film del 2024 diretto e co-prodotto da Luca Guadagnino.

## Trama
Il film si articola con una doppia trama in parallelo con intrecci e sovrapposizioni nel corso degli anni: il 2006 e il 2019.
2006: i liceali e migliori amici d'infanzia Patrick Zweig e Art Donaldson vincono il titolo di doppio junior per ragazzi all'US Open. In seguito incontrano Tashi Duncan, una giovane promessa del tennis, ed entrambi ne restano irrimediabilmente attratti. I tre si incontrano in una camera d'albergo ma, al di là di qualche bacio condiviso e dopo che lei ha portato i due ragazzi a baciarsi appassionatamente, Tashi blocca bruscamente l'incontro prima di fare sesso. Con i due giovani che giocano l'uno contro l'altro il giorno dopo, Tashi dice che darà il suo numero di telefono a chi vince. Patrick vince la partita, e in seguito costretto da Art confessa all’amico che è stato a letto con la ragazza; lo rivela indirettamente con una mossa di racchetta durante un servizio in allenamento con Art, dopo che quest'ultimo gli aveva chiesto di fare ciò se ci fosse stato il rapporto.
Mentre Tashi e Art continuano a giocare a tennis al college, all'Università di Stanford, Patrick diventa un professionista e inizia una relazione a distanza con la ragazza. Spinto dalla gelosia, Art le confessa che forse Patrick non nutre vero amore per lei, mentre all'amico lascia intendere che magari la sua nuova fidanzata non considera la loro relazione abbastanza seria, manipolando così la percezione di entrambi e cercando di generare delle incertezze nella coppia. Patrick e Tashi litigano quando quest’ultima prova a dargli consigli non richiesti sul tennis, con Patrick che la rimprovera dicendole che non la vede come una la sua allenatrice. Nella partita successiva della ragazza, a cui Patrick non è presente, Tashi subisce un grave infortunio al ginocchio ed è accompagnata in ospedale da Art, che invece era presente. Patrick arriva in ospedale per confortarla, ma lei lo allontana trovando supporto in Art che, ovviamente, si schiera dalla parte della ragazza. Questi la aiuta poi nel suo recupero, ma Tashi non riesce a riprendere la sua carriera da tennista.
Qualche anno dopo Tashi si ricongiunge con Art e ne diventa l'allenatrice e i due iniziano anche una relazione romantica. Il ragazzo le comunica che lui e Patrick non hanno più parlato dai tempi del suo infortunio.
2011: Tashi e Art sono ora sentimentalmente e professionalmente impegnati e la carriera di lui sta spiccando il volo. La ragazza e Patrick si incontrano all'Atlanta Open e hanno un'avventura di una notte, che Art annota segretamente.
2019: ora sposati, Tashi e Art sono una ricca coppia con una giovane figlia. Lui, grazie anche alle direttive della moglie, è diventato un tennista professionista di grande livello; gli manca un titolo degli US Open per avere un Career Grand Slam, anche se ha lottato dopo essersi ripreso da un infortunio. Tashi iscrive Art come wild card in un Challenger da disputare a New Rochelle dello stato di New York, nella speranza di poter aumentare la sua fiducia e tornare in forma battendo avversari di livello inferiore. Patrick invece è ora un giocatore sconosciuto che vive nella sua macchina, raschiando le vincite dei circuiti inferiori, e gli capita fortuitamente di entrare nell'evento di New Rochelle. Partendo dalle estremità opposte del tabellone, Art e Patrick avanzano nei turni fino a quando non si trovano l'uno di fronte all'altro in finale.
Il giorno prima della partita, Patrick tenta di riconnettersi con Art, che però lo rifiuta brutalmente rinfacciandogli di avere una carriera ormai finita e che lui invece sarà ricordato nella storia del tennis. Patrick chiede segretamente a Tashi di essere il suo allenatore e di condurlo a un'ultima stagione vincente, avvertendo che lei non è soddisfatta di Art e che lui è stanco di giocare, ma lei lo rifiuta. Poco dopo, Art informa effettivamente la moglie che ha intenzione di ritirarsi alla fine della stagione, che vinca o meno l'Open, nonostante sappia che Tashi sta vivendo indirettamente la sua carriera di tennis attraverso di lui. La donna per motivarlo dice che, se perderà contro Patrick, lo lascerà; in seguito, incontra segretamente di nuovo Patrick per chiedergli di lasciar vincere la partita ad Art. Il suo ex amico accetta con riluttanza per poi fare sesso in macchina con Tashi.
Il giorno della finale, Tashi è tra gli spettatori della partita che vede contrapporsi Art e Patrick. Patrick vince il primo set e Art il secondo. Mentre questi prende il comando alla fine della partita, Patrick inizia a perdere terreno commettendo doppi falli. Tuttavia, sul match-point per Art, Patrick decide di rivelargli di aver fatto sesso con Tashi la sera prima usando il segnale della racchetta già usato anni prima. Il gesto ha i suoi effetti perché Art è stordito e permette a Patrick di fare i successivi punti e recuperare il punteggio sul 6-6, portando il match al tie-break. Durante il tie-break, la finale s'intensifica fino a quando entrambi saltano per un tiro al volo in rete. Prima che possano entrambi colpire la palla, Art si scontra con Patrick, e i due si abbracciano: tra di loro riemerge quel vecchio sentimento di cameratismo che li aveva portati avanti in gioventù. Tashi, dagli spalti, si abbandona a un urlo liberatorio, gioiosa per aver finalmente assistito a una partita di tennis memorabile dopo tanto tempo.

## Produzione
Le riprese del film, iniziate il 3 maggio 2022 a Boston, sono terminate il 26 giugno dello stesso anno, mentre la post-produzione si è conclusa nell'aprile 2023.
Per prepararsi al suo ruolo, Zendaya ha passato tre mesi ad allenarsi con l'allenatore ed ex tennista Brad Gilbert.
Tuttavia gli attori sul set maneggiavano solo l'impugnatura. Il resto della racchetta è stato creato con la computer grafica. I veri colpi venivano dati da tennisti professionisti usati come controfigure.
Il Ministero della cultura riporta un budget di 7659020,37 €, in quanto il film ha beneficiato di un tax credit alla produzione di 2927846,67 €.

## Promozione
Il primo trailer del film è stato diffuso il 20 giugno 2023.

## Distribuzione
La pellicola era stata scelta come film d'apertura fuori concorso all'80ª Mostra internazionale d'arte cinematografica di Venezia, ma a causa dello sciopero dei sindacati degli attori, la proiezione a Venezia è stata annullata. Il film è stato presentato in anteprima assoluta a Sydney il 26 marzo 2024 ed è stato distribuito nelle sale italiane il 24 aprile seguente, mentre in quelle statunitensi a partire dal 26 aprile.

### Divieti
Negli Stati Uniti la pellicola è stata vietata ai minori di 17 anni non accompagnati per la presenza di "linguaggio scurrile, contenuti sessuali e nudità".

## Accoglienza

### Incassi
Il film ha incassato 50119408 $ in Nordamerica e 46000000 $ nel resto del mondo, per un totale di 96119408 $, di cui 4380851 € in Italia, con 593637 presenze.

### Critica
Sull'aggregatore Rotten Tomatoes il film riceve l'88% delle 374 recensioni professionali positive, mentre su Metacritic ottiene un punteggio di 82 su 100 basato su 64 critiche.

## Riconoscimenti
- 2025 – Golden Globe[14]
  - Miglior colonna sonora originale a Trent Reznor e Atticus Ross
  - Candidatura per il miglior film commedia o musicale
  - Candidatura per la miglior attrice in un film commedia o musicale a Zendaya
  - Candidatura per la migliore canzone a Trent Reznor, Atticus Ross e Luca Guadagnino per Compress/Repress

- 2025 - Critics Choice Award[15]

- - Migliore montaggio a Marco Costa
  - Miglior colonna sonora a Trent Reznor e Atticus Ross
  - Candidatura per la migliore sceneggiatura originale a Justin Kuritzkes
  - Candidatura per la migliore canzone a Trent Reznor, Atticus Ross e Luca Guadagnino per Compress/Repress

- 2025 - Grammy Awards[16]

- - Candidatura per la miglior colonna sonora per i media visivi a Trent Reznor e Atticus Ross